# ميجين باشا
ميجين باشا (Migjen Xhevat Basha) (5 يناير 1987 في لوزان في سويسرا – )؛ هو لاعب كرة قدم كان يلعب كلاعب وسط. يلعب مع منتخب ألبانيا لكرة القدم منذ عام 2013.

## وصلات خارجية
- ميجين باشا على موقع الاتحاد الأوربي (الإنجليزية)
- ميجين باشا على موقع قاعدة بيانات كرة القدم.إي يو (الإنجليزية)
- ميجين باشا على موقع ناشيونال فوتبول تيمز (الإنجليزية)
- ميجين باشا على موقع Soccerway.com (الإنجليزية)
- ميجين باشا على موقع عالم كرة القدم.نت (الإنجليزية)
- ميجين باشا على موقع AS.com (الإسبانية)